# NGC 1849
NGC 1849 ist ein offener Sternhaufen der großen Magellanschen Wolke im Sternbild Schwertfisch. Herschel benutzte bei der Entdeckung sm 3. Januar 1837 ein Teleskop mit 47,5 cm (18,7 Zoll) Durchmesser.